# Gryzima (herb szlachecki)
Gryzima (Borek, Bork, Gryzina, Gryżyna, Lupus, Wilki) – polski herb szlachecki, pochodzenia niemieckiego. Występował głównie w Wielkopolsce.

## Opis herbu
Opis z herbarza Kacpra Niesieckiego:
- Mają być trzy liszki białe w czerwonem polu, jakby w raz jedna podle drugiej szły; na hełmie trzy pióra strusie.   Paprocki w Gnieździe Cnoty fol. 1186. O herb. fol. 576. w tym jednak ten się autor z sobą nie zgadza, że w pośledniej książce, liszki w prawą tarczy biegą, a w Gnieździe, w lewą, -dla tego i Okol. tom. 1. fol. 249. w lewą ich obrócił. Z Niemiec ten herb do Polski przyniesiony, co poznać i z tego, że w owej pamiętnej pod Grunwaldem wiktorii, dwie chorągwie nasi zabrali, na jednej była liszka czerwona w białym polu: była to chorągiew komendora i miasta Balga, pod nią byli Krzyżacy, i żołnierze pieniężni, była szeroka na trzy, długa na trzy łokcie i ćwierć. Na drugiej była liszka biała z rozdziawioną gębą, w czerwonem polu, pod nią byli Helweci albo Szwajcarowie. Paproc. stemm. fol. 603. Hulsius in Chronolog. Słowiańskiej ziemi za herb naznacza trzy liszki, w lewą tarczy z [str. 315]

Opis zgodnie z klasycznymi regułami blazonowania:
- W polu czerwonym trzy lisy kroczące, srebrne, w słup. W klejnocie nad hełmem w koronie trzy pióra strusie.

## Najwcześniejsze wzmianki
Wizerunek pieczętny z 1396 roku.

## Herbowni
Bork, Borkowicz, Borkowski, Dudzicki, Gostyński, Grudziński, Gryzima, Gryziński, Gryzyński, Jaszkowski, Lincz, Lisicki, Maliński, Międzychodzki, Osiecki, Paszkowski, Ptaszkowski, Starzyński, Wezemburg, Wilski, Włoszczkowski.